# آبشار آینه رود
آبشار آینه رود در فاصله یک کیلومتری شمال شرقی شهر دماوند در نزدیکی محلهٔ روح‌افزا قرار گرفته‌است و یکی از جاذبه‌های گردشگری شهرستان دماوند و استان تهران است.